# Martin Matalon
Martin Matalon (Buenos Aires, 1958) es un compositor argentino. 

## Biografía
Martin Matalon estudia en la Juilliard School de Nueva York dónde obtiene su Master de composición. En 1989, funda en Nueva York el conjunto «Music Mobile», dedicado al repertorio contemporáneo y es su director hasta 1996. En 1993, definitivamente instalado en París, el IRCAM le encarga una nueva partitura para la versión restaurada por la película de Fritz Lang, Metropolis. Después de este trabajo considerable, Martín Matalon se sumerge en el universo de Luis Buñuel escribiendo consecutivamente tres nuevas partituras para las tres películas surrealistas del cineasta español: Las Siete vidas de un gato (1996), para «Un Chien andalou» (1927); Le Scorpion (2001), para «L’Age d’or» (1931); y Traces II (la cabra) (2005), para «Las Hurdes tierra sin pan» (1932). 
Sus obras han sido interpretadas por importantes orquestas y ensambles como la Orchestre de Paris, la Orchestre National de France, la Orchestre National de Lorraine, Barcelona 216, Court-circuit, el Trío Nobis, el Ensemble Intercontemporain, los Percussions de Strasbourg, el Octuor de Violoncelles de Beauvais, Bit 20 o MusikFabrik entre otros.
En 2009 recibió un Premio Konex - Diploma al Mérito como uno de los 5 mejores compositores de la década en la Argentina.